# Codice ATC D05
Il codice ATC D05 "Antipsoriasi" è un sottogruppo del sistema di classificazione Anatomico Terapeutico e Chimico, un sistema di codici alfanumerici sviluppato dall'OMS per la classificazione dei farmaci e altri prodotti medici. Il sottogruppo D05 fa parte del gruppo anatomico D, farmaci per l'apparato tegumentario.
Codici per uso veterinario (codici ATCvet) possono essere creati ponendo la lettera Q di fronte al codice ATC umano: QD05...
Numeri nazionali della classificazione ATC possono includere codici aggiuntivi non presenti in questa lista, che segue la versione OMS.
Nell'ATCvet, questo sottogruppo è chiamato "QD05 Farmaci per i disturbi cheratoseborroici."

## D05A Anti-psoriasi per uso topico
Nell'ATCvet, questo sottogruppo è chiamato "QD05A Farmaci per i disturbi cheratoseborroici."

### D05AC Derivati dell'antracene
D05AC01 Antralina
D05AC51 Antralina, associazioni

### D05AD Psoraleni per uso topico
D05AD01 Trimetilpsoralene
D05AD02 Metoxsalene

### D05AX Altri antipsoriasici per uso topico
Nell'ATCvet, questo sottogruppo è chiamato "QD05AX Farmaci per i disturbi cheratoseborroici per uso topico."
D05AX01 Acido fumarico
D05AX02 Calcipotriolo
D05AX03 Calcitriolo
D05AX04 Tacalcitolo
D05AX05 Tazarotene
D05AX52 Calcipotriolo, associazioni

## D05B Antipsoriasici per uso sistemico
Nell'ATCvet, questo sottogruppo è chiamato "QD05B Farmaci per i disturbi cheratoseborroici per uso sistemico."

### D05BA Psoraleni per uso sistemico
D05BA01 Trimetilpsoralene
D05BA02 Metoxsalene
D05BA03 Bergaptene

### D05BB Retinoidi per il trattamento della psoriasi
D05BB01 Etretinato
D05BB02 Acitretina

### D05BX Altri antipsoriasici per uso sistemico
Nell'ATCvet, questo sottogruppo è chiamato "QD05BX Farmaci per i disturbi cheratoseborroici per uso sistemico."
D05BX51 Derivati dell'acido fumarico, associazioni